# Бреј ле Пин
Бреј ле Пин (фр. Breille-les-Pins) насеље је и општина у западној Француској у региону Лоара, у департману Мен и Лоара која припада префектури Сомир.
По подацима из 2011. године у општини је живело 590 становника, а густина насељености је износила 21,4 становника/km². Општина се простире на површини од 27,57 km². Налази се на средњој надморској висини од 105 метара (максималној 118 m, а минималној 55 m).

## Демографија
| 1962. | 1968. | 1975. | 1982. | 1990. | 1999. | 2011. |
| ----- | ----- | ----- | ----- | ----- | ----- | ----- |
| 332   | 334   | 281   | 270   | 345   | 444   | 590   |

График промене броја становника у току последњих година